# Метті Джайлз
Джайлз Інграм Метті (англ. Giles Ingram Matthey ; нар. 11 листопада 1987) — британо-австралійський актор, найбільш відомий за ролями Клода Крейна в серіалі HBO «Справжня кров», Морфея/Гідеона в серіалі ABC «Одного разу в казці» і Джордана Ріда в серіалі FOX «24: Проживи ще один день».

## Ранні роки та освіта
Джайлс Метті народився в Австралії, в сім'ї британця та австралійки. Він переїхав до Лондона разом зі своєю сім'єю у віці 2 років. Має молодшу сестру Арабеллу. Він зацікавився акторством, будучи підлітком і зрештою переїхав до Нью-Йорка. У США він закінчив дворічну програму консерваторії в Інституті театру та кіно Лі Страсберга.

## Кар'єра
Перша акторська робота Метті була у серіалі «Хороша дружина» у 2011 році. У 2012 році його взяли на роль Клода Крейна в серіалі HBO « Справжня кров »  . Метті з'явився у дев'яти епізодах з 2012 по 2013 роки. Він також мав допоміжну роль головного дизайнера Apple Джонатана Айва у фільмі « Джобс: Імперія спокуси » , а також головна роль у незалежному фільмі 2014 року «Бульвар» разом з Робіном Вільямсом  . У 2014 році його взяли на роль аналітика розвідки ЦРУ Джордана Ріда в міні-серіалі FOX « 24: Проживи ще один день »  .
Він також з'явився в драматичному серіалі CBS « NCIS: Полювання на вбивць », виконавши роль Деніела Бадда , молоду людину, яка є лідером терористичного угрупування, «Calling». Метті перестав виконувати цю роль, коли його персонаж помер у прем'єрному епізоді 13 сезону, коли Бадду вистрілив у голову спецагент Ентоні Діноззо у виконанні Майкла Уезерлі . Він отримав повторювану роль у шостому сезоні фентезійного драматичного серіалу «Одного разу в казці», зігравши версію новонародженого сина Белль і Рупельштильцхена.

## Фільмографія

### Фільми
| Рік  | Назва                  | Ориг. назва            | Роль                   |
| ---- | ---------------------- | ---------------------- | ---------------------- |
| 2013 | Джобс: Імперія спокуси | Jobs                   | Джонатан Айв           |
| 2013 | Мисливець              | Hunter                 | Картер                 |
| 2014 | Бульвар                | Boulevard              | Едді                   |
| 2016 | Під водою              | Submerged              | Тодд                   |
| 2016 | Дуель                  | The Duel               | Джон                   |
| 2019 |                        | 1BR                    | Браян                  |
| 2019 | Аутсайдери             | Ford v Ferrari         | Ленс Ревентлоу         |
| 2023 | Запрошення на вбиство  | Invitation to a Murder | доктор Філіп Армстронг |

### Телебачення
| Рік     | Назва                     | Ориг. назва          | Роль            | Примітки                   |
| ------- | ------------------------- | -------------------- | --------------- | -------------------------- |
| 2011    | Хороша дружина            | The Good Wife        | Дік Андерс      | Епізод: "Affairs of State" |
| 2012–13 | Справжня кров             | True Blood           | Клод Крейн      | 9 епізодів                 |
| 2014    | 24: Проживи ще один день  | 24: Live Another Day | Джордан Рід     | 9 епізодів                 |
| 2015    | NCIS: Полювання на вбивць | NCIS                 | Деніел Бадд     | 3 епізоди                  |
| 2016–17 | Одного разу в казці       | Once Upon a Time     | Гідеон          | 14 епізодів                |
| 2022    | Первісний                 | Primal               | Блейклі (голос) | Епізод: «Первісна теорія»  |
| 2024    |                           | Apples Never Fall    | Гаррі Хаддад    | Періодична роль            |